# Rupertia rigida
Rupertia rigida är en ärtväxtart som först beskrevs av Samuel Bonsall Parish, och fick sitt nu gällande namn av James Walter Grimes. Rupertia rigida ingår i släktet Rupertia och familjen ärtväxter. Inga underarter finns listade i Catalogue of Life.